# Poligonàcies
Les poligonàcies (Polygonaceae) són una família de plantes angiospermes de l'ordre de les cariofil·lals (Caryophyllales), dins del clade de les superastèrides.
És una família cosmopolita, amb presència a tots els continents, excepció feta de l'Antàrtida. Conté 
més de 1.100 espècies agrupades en 56 gèneres.

## Taxonomia
Aquesta família va ser descrita per primer cop l'any 1789 a l'obra Genera Plantarum del botànic francès Antoine-Laurent de Jussieu (1748 – 1836).

### Etimologia
El nom de poligonàcies deriva de la presència en algunes espècies de nusos a les tiges anomenats gony (genolls) en grec.

### Gèneres
Dins d'aquesta família es reconeixen els 56 gèneres següents:
- Acanthoscyphus Small
- Afrobrunnichia Hutch. & Dalziel
- Antigonon Endl.
- Aristocapsa Reveal & Hardham
- Atraphaxis L.
- Bactria Yurtseva & Mavrodiev
- Bistorta (L.) Scop.
- Brunnichia Banks ex Gaertn.
- Caelestium Yurtseva & Mavrodiev
- Calligonum L.
- Centrostegia A.Gray
- Chorizanthe R.Br. ex Benth.
- Coccoloba P.Browne
- Dedeckera Reveal & J.T.Howell
- Dodecahema Reveal & C.B.Hardham
- Duma T.M.Schust.
- Enneatypus Herzog
- Eriogonum Michx.
- Eskemukerjea Malick & Sengupta
- Fagopyrum Mill.
- Fallopia Adans.
- Gilmania Coville
- Goodmania Reveal & Ertter
- Gymnopodium Rolfe
- Harfordia Greene & Parry
- Hollisteria S.Watson
- Johanneshowellia Reveal
- Knorringia (Czukav.) Tzvelev
- Koenigia L.
- Lastarriaea J.Rémy
- Leptogonum Benth.
- Magoniella Adr.Sanchez
- Mucronea Benth.
- Muehlenbeckia Meisn.
- Nemacaulis Nutt.
- Neomillspaughia S.F.Blake
- Oxygonum Burch. ex Campd.
- Oxyria Hill
- Oxytheca Nutt.
- Parogonum (Haraldson) Desjardins & J.P.Bailey
- Persicaria Mill.
- Podopterus Bonpl.
- Polygonum L.
- Pteropyrum Jaub. & Spach
- Pterostegia Fisch. & C.A.Mey.
- Pteroxygonum Dammer & Diels
- Reynoutria Houtt.
- Rheum L.
- Rumex L.
- Ruprechtia C.A.Mey.
- Salta Adr.Sanchez
- Sidotheca Reveal
- Stenogonum Nutt.
- Symmeria Benth.
- Systenotheca Reveal & Hardham
- Triplaris Loefl.

## Història taxonòmica
En sistemes de classificació antics, con ara el sistema Cronquist, ubicava aquesta família dins l'antic ordre de les Poligonales, però l'actual sistema APG la posa dins de les cariofil·lals (Caryophyllales) .